# Liste der Einträge im National Register of Historic Places im Marion County (Iowa)

Lage des Marion County in Iowa

Die Liste der Einträge im National Register of Historic Places im Marion County in Iowa führt die Bauwerke und historischen Stätten im Marion County auf, die in das National Register of Historic Places aufgenommen wurden.

## Legende
| NRHP | Historic Place    |
| HD   | Historic District |

## Aktuelle Einträge
| [ 2 ] | Name                                                              | Bild                                                              | Eintragsdatum        | Lage | Ort             | Beschreibung |
| ----- | ----------------------------------------------------------------- | ----------------------------------------------------------------- | -------------------- | --- | --------------- | --- |
| 1     | Chicago, Rock Island and Pacific Passenger Depot-Pella            | Chicago, Rock Island and Pacific Passenger Depot-Pella            | 1991 ID-Nr. 91000909 | Main Street Ecke Oskaloosa Street 41° 23′ 54″ N, 92° 54′ 54″ W                                                  | Pella           | Früheres Bahnhofsgebäude der Rock Island Line, heute Museum                                                          |
| 2     | Coal Ridge Baptist Church and Cemetery                            | Coal Ridge Baptist Church and Cemetery                            | 2006 ID-Nr. 06000711 | 1034 IA 71 41° 22′ 41″ N, 93° 1′ 15″ W                                                                          | Knoxville       | 1909 errichtete Kirche mit Friedhof                                                                                  |
| 3     | East Amsterman School                                             | East Amsterman School                                             | 2000 ID-Nr. 00001471 | 1010 198th Place 41° 23′ 6″ N, 92° 57′ 28″ W                                                                    | Pella           | 1882 im viktorianischen Stil errichtetes Schulgebäude; heute Museum                                                  |
| 4     | Evan F. Ellis Farmhouse                                           | Evan F. Ellis Farmhouse                                           | 1985 ID-Nr. 85000006 | Story Street Ecke West Street 41° 13′ 10″ N, 92° 53′ 20″ W                                                      | Bussey          | 1912–1913 errichtetes Wohnhaus                                                                                       |
| 5     | First Christian Church                                            | First Christian Church                                            | 2007 ID-Nr. 07000206 | 824 Franklin Street 41° 24′ 26″ N, 92° 55′ 9″ W                                                                 | Pella           | 1860 im neugotischen Stil errichtete Kirche; heute Geschäftsgebäude                                                  |
| 6     | Hammond Bridge                                                    | Hammond Bridge                                                    | 1998 ID-Nr. 98000500 | Brücke am 170th Place über den North Cedar Creek 41° 10′ 39,4″ N, 93° 0′ 50,9″ W                                | Hamilton        | 1894 errichtete Gedeckte Brücke                                                                                      |
| 7     | Harvey Railroad Bridge                                            | Harvey Railroad Bridge                                            | 1998 ID-Nr. 98000502 | Harvey Island Road 41° 19′ 1,6″ N, 92° 54′ 37″ W                                                                | Harvey          | 1878 errichtete vierteilige Eisenbahn-Fachwerkbrücke; seit 1938 Straßenbrücke                                        |
| 8     | E.R. Hays House                                                   | E.R. Hays House                                                   | 1984 ID-Nr. 84001283 | 301 North 2nd Street 41° 19′ 16″ N, 93° 5′ 49″ W                                                                | Knoxville       | 1895 im Italianate-Stil errichtetes Wohnhaus; heute Leichenhalle                                                     |
| 9     | Knoxville Veterans Administration Hospital Historic District      | Knoxville Veterans Administration Hospital Historic District      | 2012 ID-Nr. 12000246 | 1515 West Pleasant Street 41° 19′ 20,2″ N, 93° 6′ 50,6″ W                                                       | Knoxville       | 1905 im neoklassizistischen Stil errichtetes Krankenhaus                                                             |
| 10    | Knoxville WPA Athletic Field Historic District                    | Knoxville WPA Athletic Field Historic District                    | 2007 ID-Nr. 07000775 | Abgegrenzt durch Lincoln Street, Robinson Street, Stadium Street und Marion Street 41° 19′ 7,5″ N, 93° 6′ 31″ W | Knoxville       | 1922 errichteter Sportplatz                                                                                          |
| 11    | Philipus J. and Cornelia Koelman House                            | Philipus J. and Cornelia Koelman House                            | 2005 ID-Nr. 05001430 | 1005 Broadway 41° 24′ 35″ N, 92° 55′ 6″ W                                                                       | Pella           | 1877 errichtetes Wohnhaus                                                                                            |
| 12    | Marion County Courthouse                                          | Marion County Courthouse                                          | 1981 ID-Nr. 81000256 | Main Street 41° 19′ 6″ N, 93° 5′ 48″ W                                                                          | Knoxville       | 1896 im neuromanischen Stil errichtetes Justiz- und Verwaltungsgebäude des Marion County                             |
| 13    | Pella Opera House                                                 | Pella Opera House                                                 | 1992 ID-Nr. 91001080 | 611 Franklin Street 41° 24′ 23″ N, 92° 54′ 51″ W                                                                | Pella           | Im Jahr 1900 im neuromanischen Stil errichtetes Theater                                                              |
| 14    | People's National Bank                                            | People's National Bank                                            | 2010 ID-Nr. 10000202 | 717 Main Street 41° 24′ 20,3″ N, 92° 54′ 59,3″ W                                                                | Pella           | 1905 im neoklassizistischen Stil errichtetes Bankgebäude                                                             |
| 15    | Porter-Rhynsburger House                                          | Porter-Rhynsburger House                                          | 2003 ID-Nr. 03000837 | 514 Broadway 41° 24′ 14″ N, 92° 55′ 6″ W                                                                        | Pella           | 1855 errichtetes Wohnhaus                                                                                            |
| 16    | St. Joseph's Roman Catholic Church and Cemetery Historic District | St. Joseph's Roman Catholic Church and Cemetery Historic District | 1995 ID-Nr. 94001580 | 20th Pl. 41° 12′ 12″ N, 93° 18′ 29″ W                                                                           | Dallas Township | 1876 errichtete katholische Kirche                                                                                   |
| 17    | Dominie Henry P. Scholte House                                    | Dominie Henry P. Scholte House                                    | 1982 ID-Nr. 82000415 | 739 Washington Street 41° 24′ 30″ N, 92° 55′ 2″ W                                                               | Pella           | 1847–1848 errichtetes Wohnhaus; heute Museum                                                                         |
| 18    | Ten Hagen Cottage-Stegman Store                                   | Ten Hagen Cottage-Stegman Store                                   | 2008 ID-Nr. 08000685 | 1110 West Washington Street 41° 24′ 29,2″ N, 92° 55′ 25,4″ W                                                    | Pella           | 1857 errichtetes Wohnhaus                                                                                            |
| 19    | Thomas F. and Nancy Tuttle House                                  | Thomas F. and Nancy Tuttle House                                  | 2015 ID-Nr. 14001209 | 608 Lincoln Street 41° 24′ 38,5″ N, 92° 54′ 55,4″ W                                                             | Pella           | |
| 20    | William Van Asch House-Huibert Debooy Commercial Room             | William Van Asch House-Huibert Debooy Commercial Room             | 1987 ID-Nr. 87002056 | 1105, 1107 und 1109 West Washington Street 41° 24′ 28″ N, 92° 55′ 27″ W                                         | Pella           | 1854 errichtetes Wohn- und Geschäftshaus                                                                             |
| 21    | Hendrik J. and Wilhelmina H. Van Den Berg Cottage                 | Hendrik J. and Wilhelmina H. Van Den Berg Cottage                 | 2003 ID-Nr. 03000835 | 1305 West Washington Street 41° 24′ 14″ N, 92° 55′ 42″ W                                                        | Pella           | 1862 errichtetes Wohnhaus                                                                                            |
| 22    | Dirk Van Loon House                                               | Dirk Van Loon House                                               | 1977 ID-Nr. 77000539 | 1401 University Avenue 41° 24′ 2″ N, 92° 55′ 33″ W                                                              | Pella           | 1856–1857 errichtete Wohnhaus                                                                                        |
| 23    | Henry and Johanna Van Maren House-Diamond Filling Station         | Henry and Johanna Van Maren House-Diamond Filling Station         | 2008 ID-Nr. 08000683 | 615 Main Street 41° 24′ 15,4″ N, 92° 54′ 59,5″ W                                                                | Pella           | 1928 errichtete Tankstelle mit Wohnhaus                                                                              |
| 24    | B.H. and J.H.H. Van Spanckeren Row Houses                         | B.H. and J.H.H. Van Spanckeren Row Houses                         | 1990 ID-Nr. 90000004 | 505-507 Franklin Street 41° 24′ 8″ N, 92° 54′ 30″ W                                                             | Pella           | Zwei zwischen 1850 und 1874 errichtete Reihenhäuser; heute Museum                                                    |
| 25    | Dirk and Cornelia J. Vander Wilt Cottage                          | Dirk and Cornelia J. Vander Wilt Cottage                          | 2001 ID-Nr. 01000856 | 925 Broadway 41° 24′ 32″ N, 92° 55′ 6″ W                                                                        | Pella           | 1854 errichtetes Wohnhaus                                                                                            |
| 26    | Wabash Railroad Bridge                                            | Wabash Railroad Bridge                                            | 1998 ID-Nr. 98000501 | Brücke der 216th Pl. über den Des Moines River 41° 20′ 26″ N, 92° 56′ 25,6″ W                                   | Pella           | 1882 errichtete dreiteilige Fachwerkbrücke der damaligen Wabash Railroad, heute nur noch als Fußgängerbrücke benutzt |